# El Abuelo (The Munsters)
El Abuelo es un personaje de televisión de la teleserie The Munsters interpretado por Al Lewis  y basado en el personaje de Drácula de Béla Lugosi.

## Biografía
Nacido hace siglos (él mismo presume haber sido amigo de Nerón, el Rey Arturo, Ricardo Corazón de León y Jack el Destripador), Sam Drácula, más conocido como el Abuelo, ha estado casado muchas veces. Vive con su hija Lily y su yerno Herman en Estados Unidos y se dedica a sus labores como hechicero y científico loco. Tiene la facultad de convertirse en murciélago y en lobo. Su mascota es un murciélago llamado Igor. Su nombre de pila en la serie original es Sam, aunque en la serie remake The Munsters Today es llamado Vladimir. 
Si bien han tenido frecuentes conflictos y roces con su yerno Herman, en muchas ocasiones hacen equipo, es además un abuelo cariñoso siempre tratando de ayudar con su magia a sus nietos Eddy y Marilyn. Tiene entre otros muchos familiares al Tío Gilbert, el monstruo de la laguna negra.